# Be-Bop High School
Be-Bop High School (яп. ビー・バップ・ハイスクール, Bī Bappu Hai Sukūru, укр. Вища школа Бі-Боп) — японська серія манґи, написана та проілюстрована Кадзухіро Кіуті. Серіал виходив у сейнен-журналі манґи Weekly Young Magazine видавництва Kodansha з 1983 по 2003 рік. Розділи були зібрані у 48 томів. Вона була адаптована у семи повнометражних фільмах, відеогрі та OVA.
Манґа була продана тиражем понад 40 мільйонів копій, що робить її однією з найбільш продаваних серій манґи всіх часів. У 1988 році серіал виграв 12-ту премію манґи Коданся у загальній категорії.

## Сюжет
Серіал розгортається навколо життя двох шкільних друзів-хуліганів, Като Хіросі (яп. 加藤 浩志, Katō Hiroshi) і Накама Тору (яп. 中間 徹, Nakama Tōru), які часто створюють проблеми та починають бійки. Тору і Хіросі роблять завивку волосся, а також мають перебільшено пихату ходу. У манзі також представлено цілу низку дивовижних персонажів, які також мають незвичну моду та зачіски.

## Медіа

### Манґа
Be-Bop High School виходила у журналі Weekly Young Magazine видавництва Kodansha з 1983 по 2003 рік. Розділи були зібрані в 48 томів, що видавалися з 17 березня 1984 року по 6 січня 2004 року.
Спіноф пародія під назвою Be-Bop Kaizokuban (яп. Be-Bop 海賊版) була опублікована в журналі Bessatsu Young Magazine, а її розділи були зібрані в шести томах, випущених з січня 1990 по січень 1996.

### Ігрові фільми
За мотивами манґи створено сім ігрових фільмів; шість фільмів режисера Хіроюкі Насу, випущених з 1985 по 1988 роки, і фільм 1994 року, зрежисований автором манґи Кадзухіро Кіуті.
1. Be-Bop High School (яп. ビー・バップ・ハイスクール) (14 грудня 1985)[8]
2. Be-Bop High School: Kōkō Yotarō Aika (яп. ビー・バップ・ハイスクール 高校与太郎哀歌) (9 серпня 1986)[9]
3. Be-Bop High School: Kōkō Yotarō Kōshinkyoku (яп. ビー・バップ・ハイスクール 高校与太郎行進曲) (21 березня 1987)[10]
4. Be-Bop High School: Kōkō Yotarō Kyōsō-kyoku (яп. ビー・バップ・ハイスクール 高校与太郎狂騒曲) (12 грудня 1987)[11]
5. Be-Bop High School: Kōkō Yotarō Ondo (яп. ビー・バップ・ハイスクール 高校与太郎音頭) (6 серпня 1988)[12]
6. Be-Bop High School: Kōkō Yotarō Kanketsu-hen (яп. ビー・バップ・ハイスクール 高校与太郎完結篇) (17 грудня 1988)[13]
7. Be-Bop High School (яп. ビー・バップ・ハイスクール) (19 лютого 1994)[14]

### Відеогра
Відеогра під назвою Be-Bop High School: Kōkōsei Gokuraku Densetsu (яп. ビーバップハイスクール 高校生極楽伝説, Bi-Bappu Hai Sukuru: Kōkōsei Gokuraku Densetsu)  була випущена 30 березня 1988 року компанією Data East для консолі Nintendo Famicom.

### Оригінальна відеоанімація
Семисерійна оригінальна відеоанімація (OVA) від компанії Toei Animation, виходила з 26 січня 1990. по 11 грудня 1998 року. Трисерійна OVA, заснована на Be-Bop Kaizokuban, виходила з 1991 по 1993 роки.

### Дорама
Спеціальна дорама з двох епізодів була показана на TBS 16 червня 2004 року і 17 серпня 2005 року.

## Сприйняття
Манґа була продана тиражем понад 40 мільйонів копій. Восьмий том серії мав перший тираж 2,27 мільйона примірників у 1987 році, що зробило його найвищим першим тиражем видавця за всі часи; рекорд був побитий 13-м томом Attack on Titan у 2014 році, перший тираж якого становив 2,75 мільйона примірників.
У 1988 році, разом із Bonobono, Be-Bop High School виграла 12-ту премію Kodansha Manga Award у загальній категорії.